# الغواصة الألمانية فئة يو بي 3
الغواصة الألمانية فئة يو بي 3 هي فئة من اليو بوت التي بنيت خلال الحرب العالمية الأولى من قبل البحرية الإمبراطورية الألمانية. حمل هذا النوع من الغواصات 10 طوربيدات وكانت عادةً مسلحة باستخدام بندقية على السطح. لقد حملت طاقمًا مكونًا من 34 شخصًا. بين عامي 1916 و1918، تم بناء 96 منها. 

## قائمة نوع الغواصات يو بي 3
كان هناك 95 غواصة من النوع يو بي 3 بتكليف من البحرية الإمبراطورية الألمانية.
- غواصة يو بي-48
- غواصة يو بي-49
- غواصة يو بي-50
- غواصة يو بي-51
- غواصة يو بي-52
- غواصة يو بي-53
- غواصة يو بي-54
- غواصة يو بي-55
- غواصة يو بي-56
- غواصة يو بي-57
- غواصة يو بي-58
- غواصة يو بي-59
- غواصة يو بي-60
- غواصة يو بي-61
- غواصة يو بي-62
- غواصة يو بي-63
- غواصة يو بي-64
- غواصة يو بي-65
- غواصة يو بي-66
- غواصة يو بي-67
- غواصة يو بي-68
- غواصة يو بي-69
- غواصة يو بي-70
- غواصة يو بي-71
- غواصة يو بي-72
- غواصة يو بي-73
- غواصة يو بي-74
- غواصة يو بي-75
- غواصة يو بي-76
- غواصة يو بي-77
- غواصة يو بي-78
- غواصة يو بي-79
- غواصة يو بي-80
- غواصة يو بي-81
- غواصة يو بي-82
- غواصة يو بي-83
- غواصة يو بي-84
- غواصة يو بي-85
- غواصة يو بي-86
- غواصة يو بي-87
- غواصة يو بي-88
- غواصة يو بي-89
- غواصة يو بي-90
- غواصة يو بي-92
- غواصة يو بي-93
- غواصة يو بي-94
- غواصة يو بي-95
- غواصة يو بي-96
- غواصة يو بي-97
- غواصة يو بي-98
- غواصة يو بي-99
- غواصة يو بي-100
- غواصة يو بي-101
- غواصة يو بي-102
- غواصة يو بي-103
- غواصة يو بي-104
- غواصة يو بي-105
- غواصة يو بي-106
- غواصة يو بي-107
- غواصة يو بي-108
- غواصة يو بي-109
- غواصة يو بي-110
- غواصة يو بي-111
- غواصة يو بي-112
- غواصة يو بي-113
- غواصة يو بي-114
- غواصة يو بي-115
- غواصة يو بي-116
- غواصة يو بي-117
- غواصة يو بي-118
- غواصة يو بي-119
- غواصة يو بي-120
- غواصة يو بي-121
- غواصة يو بي-122
- غواصة يو بي-123
- غواصة يو بي-124
- غواصة يو بي-125
- غواصة يو بي-126
- غواصة يو بي-127
- غواصة يو بي-128
- غواصة يو بي-129
- غواصة يو بي-130
- غواصة يو بي-131
- غواصة يو بي-132
- غواصة يو بي-133
- غواصة يو بي-136
- غواصة يو بي-142
- غواصة يو بي-143
- غواصة يو بي-144
- غواصة يو بي-145
- غواصة يو بي-148
- غواصة يو بي-149
- غواصة يو بي-150
- غواصة يو بي-154
- غواصة يو بي-155

## معرض صور

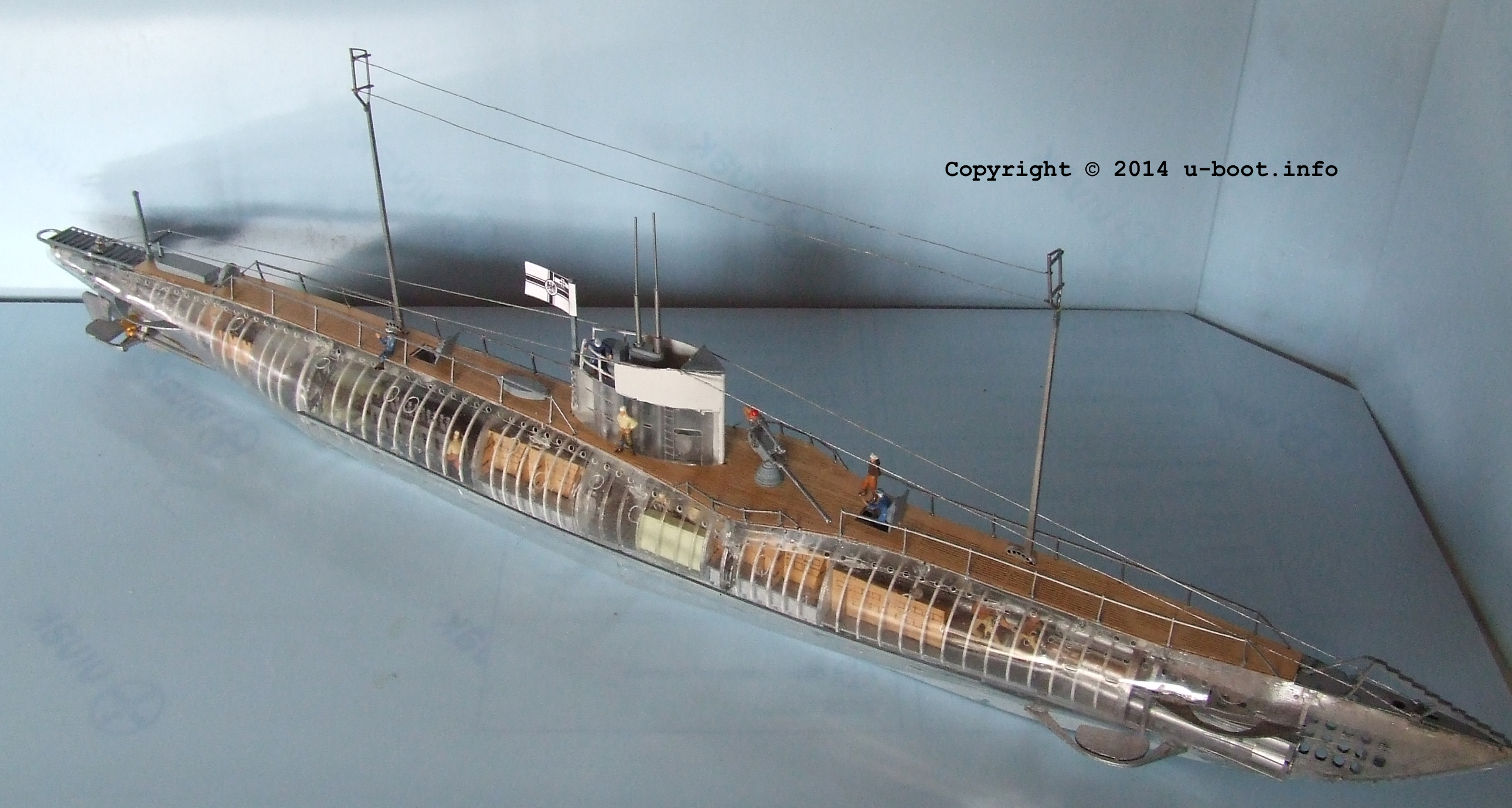
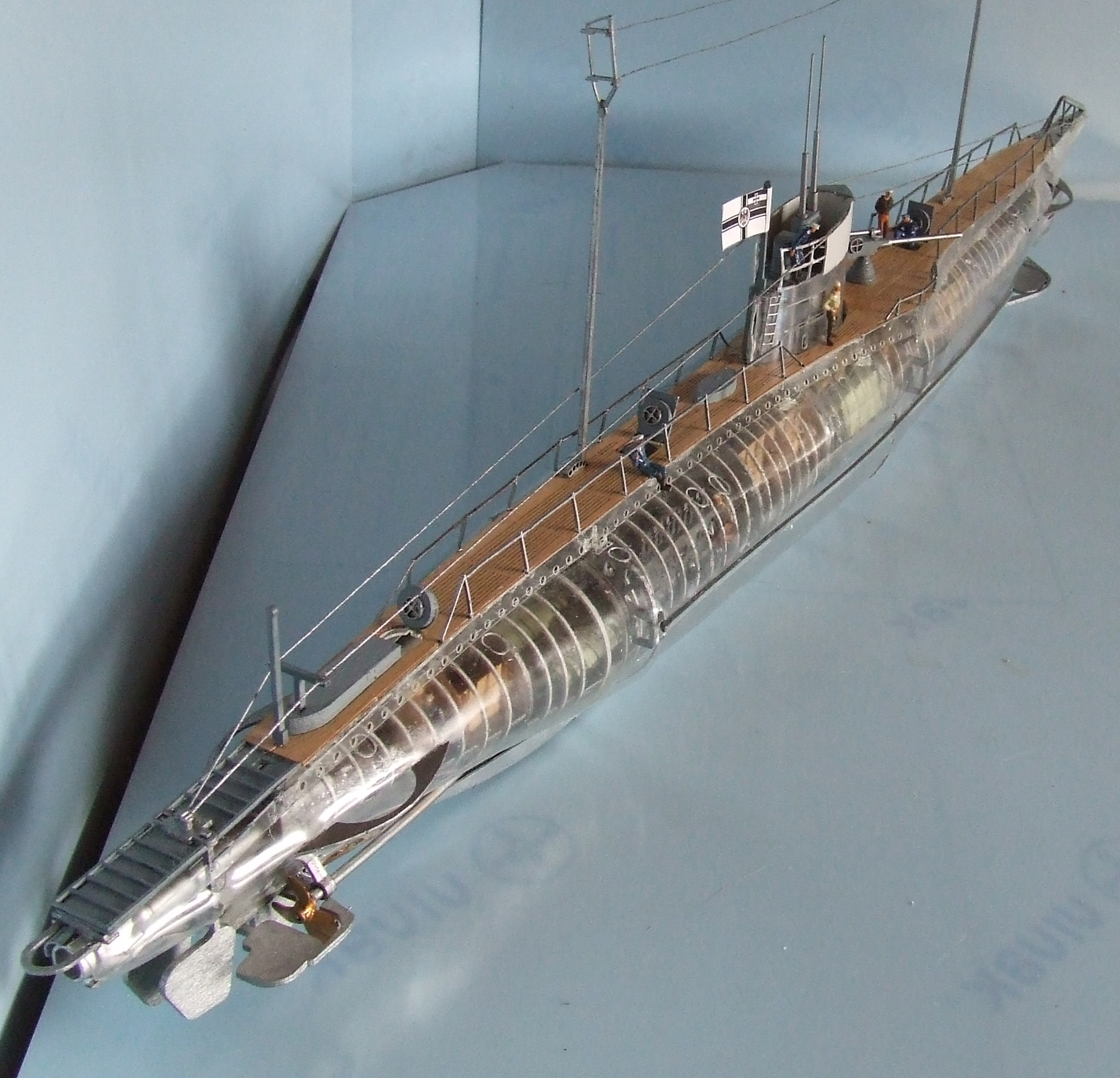
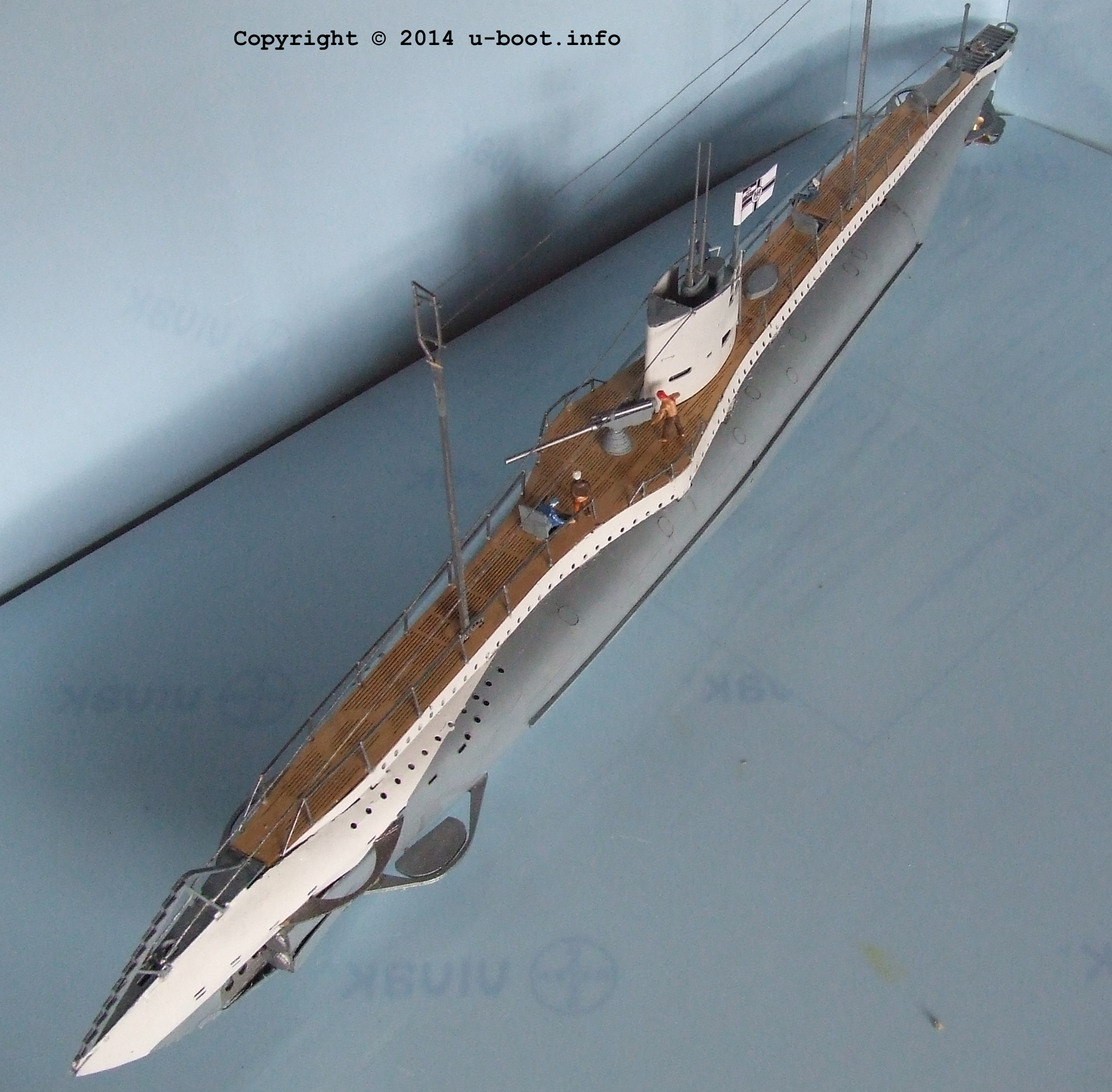

## قائمة المراجع
- السفن القتالية لكونواي في العالم 1906 – 1921
- Bendert, Harald (2000). Die UB-Boote der Kaiserlichen Marine, 1914-1918. Einsätze, Erfolge, Schicksal (بالألمانية). هامبورغ: Verlag E.S. Mittler & Sohn GmbH. ISBN:3-8132-0713-7.  Bendert, Harald (2000). Die UB-Boote der Kaiserlichen Marine, 1914-1918. Einsätze, Erfolge, Schicksal (بالألمانية). هامبورغ: Verlag E.S. Mittler & Sohn GmbH. ISBN:3-8132-0713-7.  Bendert, Harald (2000). Die UB-Boote der Kaiserlichen Marine, 1914-1918. Einsätze, Erfolge, Schicksal (بالألمانية). هامبورغ: Verlag E.S. Mittler & Sohn GmbH. ISBN:3-8132-0713-7.
- Gröner، Erich؛ Jung، Dieter؛ Maass، Martin (1991). U-boats and Mine Warfare Vessels. London: Conway Maritime Press. ج. 2. ISBN:0-85177-593-4. {{استشهاد بكتاب}}: |عمل= تُجوهل (مساعدة)  Gröner، Erich؛ Jung، Dieter؛ Maass، Martin (1991). U-boats and Mine Warfare Vessels. London: Conway Maritime Press. ج. 2. ISBN:0-85177-593-4. {{استشهاد بكتاب}}: |عمل= تُجوهل (مساعدة)  Gröner، Erich؛ Jung، Dieter؛ Maass، Martin (1991). U-boats and Mine Warfare Vessels. London: Conway Maritime Press. ج. 2. ISBN:0-85177-593-4. {{استشهاد بكتاب}}: |عمل= تُجوهل (مساعدة)